# Santa Marta Carbayín
Santa Marta Carbayín és una parròquia del conceyu asturià de Siero. Té una població de 1.041 habitants (INE, 2008).

## Història
Tant Carbayín Alto, pertanyent a la parròquia de Santiago de Arenas, com Carbayín Bajo, a la parròquia de Carbayín, estan molt relacionats des de l'antiguitat a la mineria. D'un costat es té Pumarabule i de l'altre Mosquitera. Situada en la lloma entre dos rius: conca del Nora i la del Candín. A 7 quilòmetres de La Pola Siero capital del concejo.
Santa Marta de Carbayín constitueix una zona de gran rellevància minera, amb barriades obreres, en les que hi hagué explotacions fins a les acaballes del segle xviii.

## Pobles
| - El Carpiu - El Cuitu - L'Escobal - La Estación - Llamuñu - Los Miracales - Los Pozos - Pumarabule - Puñide | - Saldaña - El Tronquedal - Villascusa - La Barrosa - La Boca'l Túnel - La Cantera - El Castañéu - El Colorín - El Cruce | - La Malpica - La Mocha - Los Molinos - El Pandiellu - El Pardo - El Pasu Nivel - El Patronato - La Paulina - Peñaferrul | - El Piqueru - Los Pirulinos - Los Pollos - La Riega - La Sombría - El Vayu - Les Viviendes de Pumarabule - Yeve |

## Festes
- El 29 de juliol se celebren les Festes de Santa Marta.